# 貝爾羅爾公園 (印第安納州)
貝爾羅爾公園（英語：Bell Rohr Park）是位於美國印第安納州科西阿斯科縣的一個非建制地區。該地的面積和人口皆未知。